# احمد زاویه

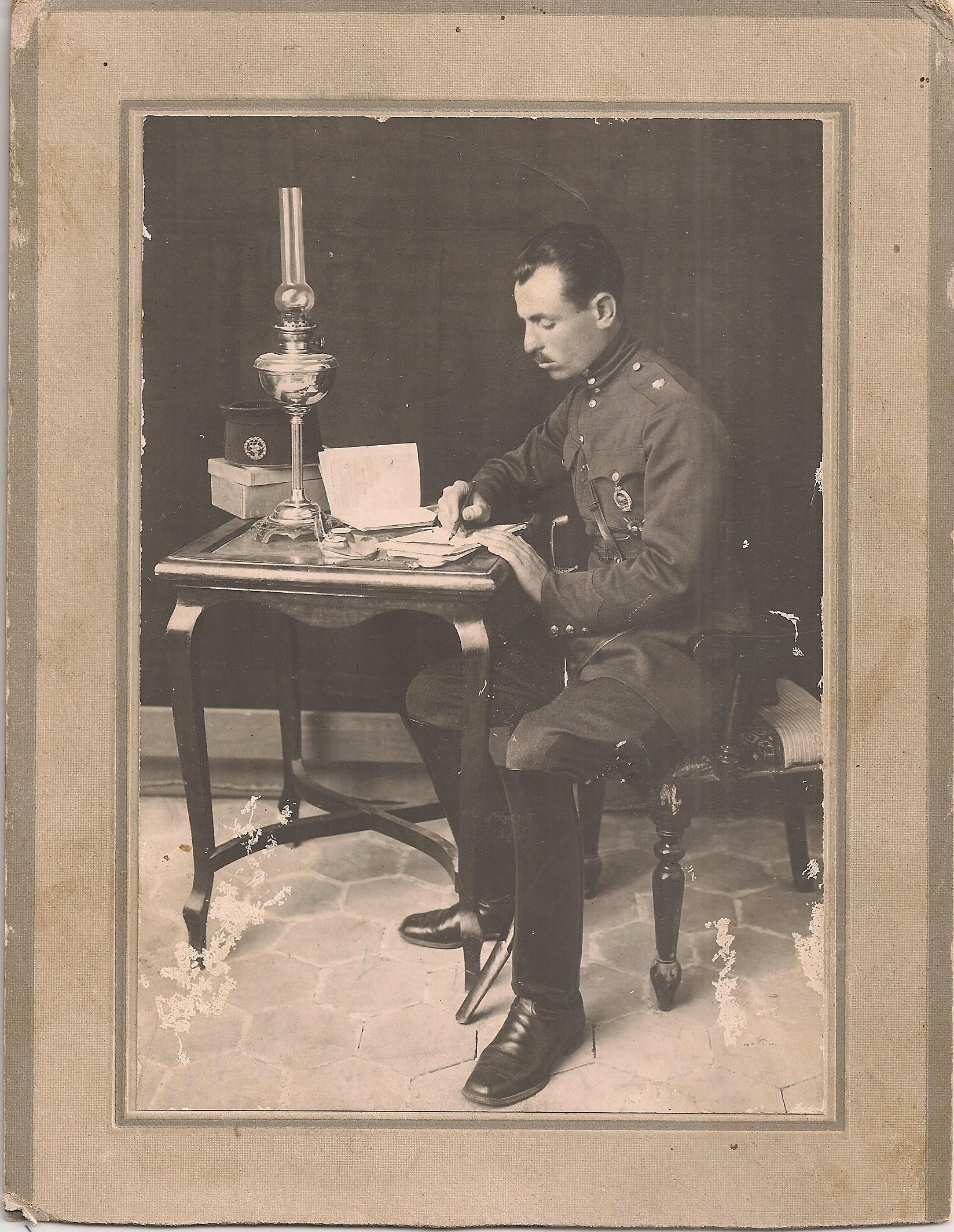

احمد زاویه (زاده ۱۲۷۸ خورشیدی در تهران - درگذشته ۱۳۱۲ در کردستان) معروف به سرهنگ زاویه از فرماندهان دوره رضا شاه بود که فرماندهی تیپ مختلط کردستان را بر عهده داشت. او در جریان درگیری‌های منطقه غرب در منطقهٔ به نام نوسود کشته شد.پیکر وی به کرمانشاه منتقل شد و در در مقبره آل آقا به خاک سپرده شد. او در جنگ‌های مهمی از جمله جنگ شیشه و حفظ منطقه غرب در جریان جنگ جهانی اول حضوری مؤثر داشت. شهرت وی به علت دادگاه‌های نظامی که برپا می‌کرد بود که از مهم‌ترین آن‌ها حکم تیرباران محمود پولادین است.

## نگارخانه
|  |  |  |